# Conservació dels ocells

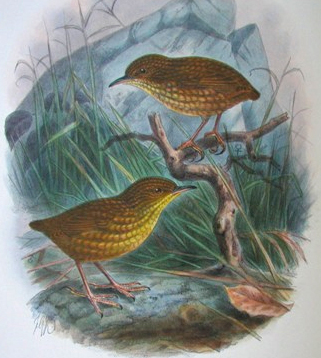
L'espècie sencera Xenicus lyalli va ser extinta pel gat del faroner de l'Illa de Stephens, de la qual era endèmica

La conservació dels ocells és un camp de les ciències biològiques que es desenvolupà arran l'evidència de l'acceleració en el ritme d'extinció d'espècies animals en general, i d'ocells en particular, als darrers temps.
L'extinció d'espècies és un procés natural, relacionat amb els canvis medi-ambientals, però les extincions documentades en època històrica (més de cent des de l'any 1600) són atribuïdes gairebé completament a l'acció de l'home.
Amb anterioritat, es considera que les extincions d'origen humà més dramàtiques, es van produir a l'oceà Pacífic durant la colonització humana de les illes de Melanèsia, Polinèsia i Micronèsia, en què s'estima que es van extingir 750 - 1800 espècies d'aus.
Segons el Worldwatch Institute, moltes poblacions d'aus estan en declivi a tot el món, amb 1.200 espècies en perill d'extinció en el present. La principal raó esmentada és la pèrdua d'hàbitat. Altres amenaces són la caça excessiva, la mortalitat accidental a causa de les col·lisions amb estructures artificials, la captura accidental a les arts de pesca, la contaminació, la competència i depredació amb espècies invasores no natives, vessaments de petroli, ús de pesticides i el canvi climàtic. Diverses organitzacions, com governs i ONG, treballen de vegades per protegir els ocells de manera diversa, amb mesures de caràcter legislatiu, conservació i restauració d'hàbitat i l'establiment de poblacions en captivitat per futures reintroduccions.